# Jolla
Jolla (Jolla Oy), vilket betyder Jolle på finska, är ett finskt mobilföretag som utvecklade mobiltelefoner och surfplattor med det egna operativsystemet Sailfish OS. Företaget startades 2011 av före detta Nokiaanställda som jobbade med Nokias operativsystem MeeGo. Huvudkontoret ligger i Tammerfors, men Jolla har även utvecklingskontor i Helsingfors och Hongkong.

## Historia
Vid sidan av Symbian hade Nokia börjat utveckla ett nytt Linuxbaserat operativsystem kallat OS2005 som kom att lanseras i samband med Nokia 770 Internet Tablet. Till version 5 och lanseringen av Nokia N900 2009 bytte operativsystemet namn till Maemo. Under Mobile World Congress 2010 annonserade Nokia att de skulle slå samman Maemo med Intels operativsystem Moblin för att tillsammans utveckla Meego
2011 annonserade Nokia att man beslutat att övergå till att använda Windows Phone på framtida telefoner och lägga fasa ut Symbian. Samma år släpptes Nokia N9 som blev den första och den sista telefonen att använda Meego och mottogs väl av recensenter. Som konsekvens lämnade utvecklarna bakom Meego Nokia för att bilda Jolla.
I juli 2012 lanserade Jolla företaget och förklarar att ambitionen är att lansera två mobiltelefoner i slutet av 2012. I maj 2013 presenterades deras första telefon, som även heter Jolla. I augusti 2013 hade de första 50 000 enheterna av telefonen sålt slut genom förhandsbokning.
I slutet av 2014 och början av 2015 tog företaget upp förhandsbokningar och betalningar för en kommande surfplatta men endast några hundra enheter tillverkades och i november 2015 ansökte företaget efter en tids ekonomiska problem om företagsrekonstruktion. Sommaren 2017 meddelade företaget att de börjat betala tillbaka pengar till de första 100 av de personer som betalat surfplattor men inte fått leverans.
Sedan 2016 levererar företaget inte heller några telefoner, men säljer operativsystemet separat. Bland annat för Sony Xperia X.

## Produkter
- Sailfish OS
- Jolla (telefon)